# 南蛇井站
南蛇井站（日语：／ Nanjai eki */?）是位於群馬縣富岡市南蛇井，屬於上信電鐵的上信線車站。此站是難讀站之一，以奇特的車站名稱而知名。而此站在2021年根據日本土地家屋調查士會協會的測量結果，確認為全日本距離大海第二遠的車站。

## 歷史
- 1897年（明治30年）7月2日：車站啟用[5]

## 車站構造
此站是設有1面2線島式月台的地面車站。站內設有廁所（濕廁，設有衛洗麗設備）。此站在星期日、隔週星期六及平日空閒時間沒有車站職員當值。

### 月台
| 月台         | 路線    | 方向       |
| ------------ | ------- | ---------- |
| 車站大樓一邊 | ■上信線 | 下仁田方向 |
| 車站大樓對面 | ■上信線 | 高崎方向   |

## 使用狀況
在2019年度1日平均乘車人次為87人。
| 年度 | 1日平均 乘車人次 |
| ---- | ---------------- |
| 2007 | 131              |
| 2008 | 129              |
| 2009 | 121              |
| 2010 | 104              |
| 2011 | 99               |
| 2012 | 107              |
| 2013 | 123              |
| 2014 | 116              |
| 2015 | 110              |
| 2016 | 108              |
| 2017 | 99               |
| 2018 | 96               |
| 2019 | 87               |

## 車站周邊
- 南蛇井郵局
- 富岡市立吉田小學
- 群馬縣道48號下仁田安中倉渕線（日语：群馬県道48号下仁田安中倉渕線）
- 神成山

## 相鄰車站
上信電鐵
上信線
神農原－南蛇井站－千平

## 注腳
1. ↑  . 上毛新聞. 2014-06-06  [2015-06-28]. （原始内容 (ニュース動画)存档于2016-03-04）.
2. ↑  . 読売新聞社. 2021-07-01  [2025-04-30]. （原始内容存档于2025-05-01） （日语）.
3. ↑  . 上信電鉄株式会社. 2021-09-01  [2025-04-30]. （原始内容存档于2024-11-08） （日语）.
4. ↑  . 朝日新聞社. 2021-10-28  [2025-04-30]. （原始内容存档于2021-10-28） （日语）.
5. ↑  官報では1910年12月25日「私設鉄道簡易停車場設置」『官報』1911年1月17日（國立國會圖書館數碼化資料）
6. ↑  富岡市統計書

## 外部連結
- 南蛇井 | 上信電鐵株式會社 （页面存档备份，存于）（日語）